# Разбавленный раствор
Разбавленный раствор — раствор с низким содержанием растворённого вещества. Отметим, что не всегда разбавленный раствор является ненасыщенным — например, насыщенный 0,0000134М раствор практически нерастворимого хлорида серебра является очень разбавленным. Граница между разбавленным и концентрированным растворами весьма условна.
В физической химии важную роль играет понятие предельно разбавленного раствора, то есть раствора, в котором молекулы растворенного вещества не взаимодействуют, а после добавления бесконечно малого количества растворённого вещества возникает взаимодействие. В таком растворе растворитель подчиняется законам поведения идеальных растворов, а растворенное вещество — не подчиняется. В частности, к растворенному веществу в предельно разбавленном растворе не применим закон Рауля, а давление его пара над раствором может быть описано законом Генри:
{\displaystyle p_{2}=K_{2}x_{2}}
где {\displaystyle p_{2}} — давление пара растворенного вещества, {\displaystyle x_{2}} — мольная доля его, {\displaystyle K_{2}} — постоянная Генри.